# Nadiuska
Nadiuska, eigentlich Roswithka Bertasha Smid Honczar (* 19. Januar 1952 in Schierling) ist eine deutsche Schauspielerin mit russischen und polnischen Wurzeln, die seit Anfang der 1970er Jahre in Spanien lebt und dort zu den Stars des nach dem Ende der Franco-Diktatur insbesondere durch seine erotische Freizügigkeit erfolgreichen cine de destape gehörte.
1971 zog sie nach Barcelona und arbeitete dort zunächst als Model in der Modebranche. Ein Jahr später hatte sie ihr Kinodebüt und war in den Folgejahren an zahlreichen spanischen bzw. spanischsprachigen Filmproduktionen beteiligt. International trat sie 1982 in der Rolle der Mutter von Conan im Film Conan der Barbar in Erscheinung.
1973 war sie eine Scheinehe eingegangen, um die spanische Staatsangehörigkeit zu erlangen; die Ehe wurde 1980 annulliert. Nachdem sie am Ende der 1990er Jahre psychisch zunehmend labil wurde und auch in finanzielle Schwierigkeiten geraten war, wurde bei ihr im Jahr 1999 eine paranoide Schizophrenie diagnostiziert, worauf sie drei Jahre in einer psychiatrischen Klinik verbrachte. Seit 2003 lebt sie völlig zurückgezogen in einer von Ordensschwestern betreuten Einrichtung in Ciempozuelos.

## Filmografie (Auswahl)
- 1972: Timanfaya (Amor prohibido)
- 1972: Soltero y padre en la vida (Fernsehserie)
- 1973: Die Haie von Barcelona (La redada)
- 1973: Lo verde empieza en los Pirineos
- 1973: Manolo, la nuit
- 1973: Tarzán en las minas del rey Salomón
- 1974: Vida conyugal sana
- 1974: El chulo
- 1974: Señora doctor
- 1974: Chicas de alquiler
- 1974: Polvo eres...
- 1974: Perversión
- 1975: Una abuelita de antes de la guerra
- 1975: Un lujo a su alcance
- 1975: Zorrita Martínez
- 1975: La mosca hispánica
- 1976: Spanish fly
- 1976: El señor está servido
- 1976: La amante perfecta
- 1976: Beatriz
- 1976: Último deseo
- 1976: La muerte ronda a Mónica
- 1976: Desnuda inquietud (Rape)
- 1976: Revista de cine (Fernsehserie, 1 Episode)
- 1976: The People Who Own the Dark (Planeta ciego)
- 1977: Dos hombres y en medio dos mujeres
- 1977: Eva a las diez (Fernsehserie, 1 Episode)
- 1977: Chely
- 1977: Plus ça va, moins ça va
- 1978: Mi mujer no es mi señora
- 1978: Suave, cariño, muy suave
- 1978: Siete chicas peligrosas
- 1978: Mi marido no funciona
- 1979: Guayana – Kult der Verdammten (Guyana, el crimen del siglo)
- 1979: Sieben Miezen klauen’ne Million (7 ragazze di classe)
- 1979: Las siete magníficas y audaces mujeres
- 1980: La noche viene movida
- 1980: Spezialkommando Feuervogel (Mie jue qi qi)
- 1980: Buitres sobre la ciudad
- 1981: Las siete cucas
- 1982: Conan der Barbar (Conan the Barbarian)
- 1982: Black Platoon – Das schwarze Kommando (Comando negro)
- 1983: La loca historia de los tres mosqueteros
- 1983: El violador violado
- 1984: La de Troya en El Palmar
- 1985: Como Pedro por su casa (Fernsehserie, 1 Episode)
- 1986: Tristeza de amor (Fernsehserie, 6 Episoden)
- 1990: Seducción mortal
- 1993: El tío del saco y el inspector Lobatón
- 1995: Los ladrones van a la oficina (Fernsehserie, 1 Episode)
- 1997: Brácula. Condemor II
- 1998: Las dudas de Judas y Maria Magdalena